# Hiraiwa Chikayoshi

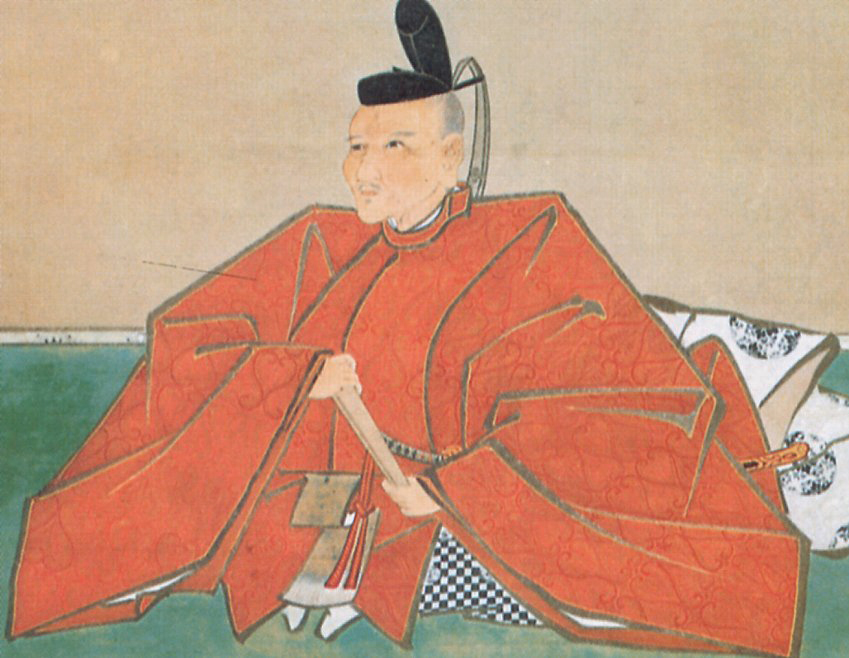
Hiraiwa Chikayoshi

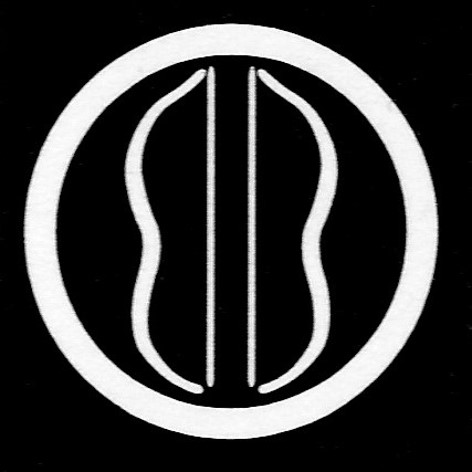
Hiraiwas Wappen („Gespannte Bögen“)

Hiraiwa Chikayoshi (japanisch 平岩 親吉; geboren 1542; gestorben 1. Februar 1612) war ein Samurai, der unter Tokugawa Ieyasu zum Daimyō befördert wurde. Er starb ohne Nachkommen, womit die Linie erlosch.

## Leben und Wirken
Hiraiwa Chikayoshi stammte aus der Provinz Mikawa und wurde zusammen mit Tokugawa Ieyasu von den Imagawa in Geiselhaft genommen. Ieyasu war ihm daher auch später sehr verbunden und betraute ihn mit der Erziehung seines ältesten Sohns Nobuyasu. Nachdem die Takeda ausgelöscht waren, wurde Chikayoshi im Jahr 1601 zum Gouverneur der Provinz Kai ernannt und begann mit dem Bau der Burg Kōfu. 1590 erhielt er die Burg Umayabashi in der Provinz Kōzuke mit einem Einkommen von 33.000 Koku. Nachdem er Betreuer des 7. Sohns von Ieyasu, Yoshinao wurde, kehrte er auf die Burg Kōfu zurück.
Anschließend residierte Chikayoshi auf der Burg Kiyosu. Und als dann 1610 Yoshinao die Burg Nagoya erhielt, unterstützte er diesen bei der Verwaltung der Provinz Owari. Er selbst residierte auf der Burg Inuyama mit einem Einkommen von 100.000 Koku. Er starb Anfang Februar 1612 folgenden Jahr ohne Nachkommen, so dass die Linie schon nach der ersten Generation erlosch. – In die Geschichte ist er eingegangen als einer der „Sechzehn heiligen Generäle der Tokugawa“ (徳川十六神将, Tokugawa jūroku shinshō).